# جائزة هيدا
جائزة هيدا هي جائزة نرويجية فنية إبداعية في صنف المسرح، منحت لأول مرة في عام 1998. اشتق اسم الجائزة من «هيدا» من عنوان مسرحية «هيدا جابلر».
تنوعت فئات وأصناف الجائزة فيما بعد على مر السنين، كجائزة أفضل إنتاج مسرحي، وجائزة أفضل أداء، وغيرها من الجوائز، وأحيانا تمنح كجائزة فخرية.

## وصلات خارجية
- Hedda Award